# Federación Ecuatoriana de Fútbol de Salón
La Federación Ecuatoriana de Fútbol de Salón, es una entidad federativa que rige y promueve en Ecuador el deporte del fútbol de salón, futsal, microfutbol o futsalón; de acuerdo a las reglas oficiales de la Asociación Mundial de Futsal (AMF), así como esta encargada de organizar las respectivas selecciones nacionales en masculino y femenino para los diferentes torneos internacionales donde participe.
También es conocido internacionalmente (de manera no formal) como Fútbol de Salón en Ecuador, a partir del oficio expedido por el Comité Olímpico Internacional del Ecuador, número 192 del 2 de mayo de 1996 en Guayaquil, donde  se le otorgó  reconocimiento como organismo rector del deporte de fútbol de salón en el Ecuador.
Federación Ecuatoriana de Fútbol de Salón, se constituyó (con acto de presentación oficial) el 21 de septiembre de 1995, siendo presidente el profesor Patricio Ortiz Alarcón.

## Historia
El fútbol de salón fue introducido en el Ecuador por el Prof. Patricio Ortiz Alarcón, en el mes de mayo de 1995, realizándose el Primer torneo oficial , conjuntamente con la DINADER NACIONAL, certamen que dio inicio el 20 de mayo de ese año, en las instalaciones del Coliseo de la PUCE de la ciudad de Quito .
La presentación oficial de este deporte, se realizó el 21 de septiembre de ese mismo año en el Salón Auditórium Capitán Luis Arias Guerra de la Concentración Deportiva de Pichincha; y a semana seguida, en el escenario del Coliseo JULIO CESAR HIDALGO, se realizó el encuentro deportivo entre las viejas figuras de las selecciones de Pichincha y Guayas, ante un llenazo espectacular.
El fútbol de Salón, ha contado desde sus inicios en el año 1995 y hasta la actualidad, en la Presidencia del Dr. Aníbal Fuentes Díaz, con un decidido apoyo, lo que llegó a cristalizarse con tres intervenciones mundialistas: Paraguay 2003, Argentina 2007 y Colombia 2011.